# Бауліна Оксана Вікторівна
Окса́на Ві́кторівна Бау́ліна (1 листопада 1979, Красноярський край, РРФСР, СРСР — 23 березня 2022, Київ, Україна) — російська журналістка та кореспондентка видання «The Insider». Загинула в результаті мінометного обстрілу Києва під час вторгнення Росії в Україну.

## Біографія
Почала свою журналістську діяльність в Росії у різних глянцевих журналах та пропрацювала там 13 років. У 2013 році приєдналася до команди Олексія Навального на виборах мера Москви. У 2016 році повернулася до «Фонду боротьби з корупцією», створеного Навальним, виконуючи обов'язки головного редактора каналу «Навальний Live».
Надалі співпрацювала з «Радіо Свобода» та телеканалом «Белсат», жила та працювала у Польщі та Україні. З листопада 2021 працювала для видання «The Insider».

## Загибель
23 березня 2022 року «The Insider» повідомив, що журналістка Оксана Бауліна загинула у Києві під обстрілом під час виконання редакційного завдання: «Вона знімала руйнування після обстрілу 20 березня російськими військами Подільського району столиці та потрапила під мінометний обстріл. З нею загинув ще один цивільний, двоє людей, які її супроводжували, поранені і госпіталізовані».